# سیمونه استربینی
سیمونه استربینی (ایتالیایی: Simone Sterbini؛ زادهٔ ۱۱ دسامبر ۱۹۹۳) دوچرخه‌سوار اهل ایتالیا است.
از باشگاه‌هایی که در آن رکاب زده‌است می‌توان به باردیانی–سی‌اس‌اف اشاره کرد.